# Cserépy Arzén
Cserépy Arzén (Arzén von Cserépy; Konrad Wieder) (Budapest, 1881. július 17. – Venezuela, 1958. március) magyar filmrendező, filmproducer, forgatókönyvíró.

## Életpályája
Tanulmányai befejeztével egy autóügynökségnél dolgozott, majd az 1910-es években Berlinbe ment. 1926-ban az USA-ba szerződött. A tengerentúlról visszatérve, Berlinben dokumentumfilmeket készített, majd az 1930-as évek utolsó szakaszában Budapesten tevékenykedett. 1945 után Dél-Amerikában élt.

## Munkássága
Forgatókönyveket írt, maga is rendezett és saját filmvállalatot alapított (Cserépy Film). Bizonyos szakmai nagyvonalúsággal rendelkező kalandortípus volt. Legismertebb munkája, a Nagy Frigyesről szóló, tömegjelenetekben gazdag, négy részből álló Fridericus Rex (1921-1923) a német nagyhatalmi ábrándokat élesztgette. Ezt követően Magyarországon Attila életéről tervezett monumentális filmeposzt, amely anyagi okok miatt nem valósult meg. Saját produkcióban négy filmet készített. Ezek közül említést érdemel a nagy sikerű Kodolányi János-színdarab nyomán forgatott, realista szemléletű Földindulás (1940), amely a baranyai parasztság problémáit, az egykét és a földkérdést tárgyalta.

## Filmjei

### Filmrendezőként
- Különös fejek (Seltsame Köpfe) (1916) (filmproducer és forgatókönyvíró is)
- Nirvána (Nirwâna, 1916) (forgatókönyvíró is)
- Ki tudja? (1917) (forgatókönyvíró is)
- A dschianduri rózsa (1918; A. Halm-mal) (forgatókönyvíró is)
- Colomba (1918)
- A borzalom éjszakája az ivory-i őrültek házában (1919; Otz Tollen-nel) (forgatókönyvíró is)
- Pandora szelencéje (Die Büchse der Pandora) (1919)
- Lulu (1919) (filmrendező is)
- Egy rendőrfelügyelő fekete könyvéből (1921) (Aus dem Schwarzbuch eines Polizeikommissars) (filmproducer és forgatókönyvíró is)
- Fridericus Rex (1922–1923; filmproducer is; Hans Behrendt-tel és W. von Molo-val)
  - Sturm und Drang
  - Apa és fiú
  - Sanssouci
  - Sorsforduló
- Egy lány cégjelzéssel (Ein Mädchen mit Prokura) (1934) (filmproducer is)
- Csak nem ellágyulni, Zsuzsa! (Nur nicht weich werden, Susanne!) (1935) (filmproducer is)
- Földindulás (1940)
- Hazafelé (1940)
- A Gorodi fogoly (1940)
- Szeressük egymást! (1940)

### Filmproducerként
- Éjfélre kiderül (1942)

### Forgatókönyvíróként
- "E", a skarlát betű (1918)
- Madame D'Ora (1918)
- Előre tábornok! (1932)